# Доктер, Пит
Пит Доктер (англ. Pete Docter; родился 9 октября 1968, Блумингтон) — американский режиссёр-мультипликатор, сценарист, кинопродюсер и актёр озвучивания. Неоднократный лауреат премий «Оскар», «Золотой глобус», «Энни» и «BAFTA».

## Карьера
Родился в Блумингтоне, округ Хеннепин, Миннесота, США. Рос интровертом, предпочитающим проводить время в одиночестве. Оба родителя работали в сфере образования: отец — директором хора, а мать Рита Маргарет (в девичестве — Кейн) — учителем музыки.
Пит Доктер — фанат аниме, особенно работ Хаяо Миядзаки. Сам себя он называет «малыш из Миннесоты, который любит рисовать мультфильмы». Начал работать в «Pixar» с 1990 года.
Самые известные фильмы, над которыми он работал, — «Корпорация монстров», «Вверх», «Головоломка», «Душа». Также он — ключевая фигура и сотрудник студии «Pixar».
Девять раз номинировался на премию «Оскар» (удостоен трижды) и «Энни» (удостоен шесть раз), а также пять раз на премию «BAFTA» (удостоен трижды). Трёхкратный лауреат премии «Золотой глобус».

## Режиссёрская фильмография
- 2001 — «Корпорация монстров» / Monsters, Inc.
- 2002 — «Новая машина Майка» / Mike’s New Car
- 2009 — «Вверх» / Up
- 2015 — «Головоломка» / Inside Out
- 2020 — «Душа» / Soul

## Личная жизнь
Женат на Аманде Доктер, имеет двоих детей — Ника и Элли. Его дочь озвучивала роль маленькой Элли в мультфильме «Вверх».